# Правец
Пра́вец — город в Софийской области Болгарии, расположенный в 11 км восточнее Ботевграда, по направлению к городу Етрополе и примерно в 60 км от столицы страны Софии. Административный центр общины Правец.

## История
В городе был завод, производивший персональные компьютеры «Правец».

## Политическая ситуация
Кмет (мэр) общины Правец — Красимир Василиевич Живков (по результатам выборов в правление общины).

## Люди, связанные с городом
Здесь родился Тодор Живков — последний глава страны социалистической эпохи.